# Монголска песчанка
Монголската песчанка  (или монголски джербил) (Meriones unguiculatus) е гризач от подсемейство Песчанки (Gerbillinae). Това е най-широко разпространеният вид от подсемейството и е видът, традиционно отглеждан като домашен любимец или като животно за експерименти. Както златистия хамстер, и монголската песчанка за първи път e занесенa в САЩ от д-р Виктор Швенткер с цел научни експерименти. Първоначално от Монголия в Англия са занесени 44 двойки от вида.

## Произход
Meriones unguiculatus е еволюирал в полупустинните и степни територии на Монголия. Там е развил дълги крака за скачане и бягане от нападателите си, зъби, с които да гризе твърди ядки и растителна материя, както и техники за съхраняване на водата и телесните течности, които му помагат да оцелее в безводния климат. Поради тежкия климат, монголските песчанки нямат много врагове в естествените си местообитания. Повечето от тях са змии или грабливи птици. Видът е активен през деня, но се прибира в леговището си през най-хладните и най-горещите части на деня.

## Местообитания
Естествените му местообитания се състоят основно от степи и полупустини. Почвата на степите е песъчлива, покрита с треви, билки и храсти. Степите се отличават с хладни сухи зими и горещи лета. Температурите могат да достигнат до 50 °C, но средната температура през почти цялата година е около 20 °C.
В дивата природа песчанките живеят на групи, състоящи се основно от една двойка родители, последното им поколение и няколко от порасналите малки от предишни поколения. Само доминантната женска ражда, но тя се чифтосва с по няколко мъжки в рамките на овулационния си период. Една група песчанки обикновено покрива територия от около 325-1550 m2.
Групата живее в леговище в земята с по 10-20 излаза. Някои по-дълбоки леговища имат само 1-3 изхода и се използват за убежища от хищници в случаите, когато песчанката се е отдалечила от основното леговище. Леговището на една група често може да се окаже свързано с леговища на съседни групи песчанки.

## История
Първото известно споменаване на вида датира от 1866 година от отец Арманд Дейвид, който изпратил от северен Китай тези „жълти мишки“ на Природонаучния музей в Париж (Musée d'Histoire Naturelle). Кръстени са Meriones unguiculatus от учения Милн-Едуардс през 1867 година. Латинското им название означава „воин с нокти“, частично по името на гръцкия воин от Троянската война Мерион, герой на Омировата „Илиада“.
Песчанките стават популярни като домашни любимци след 1954 г., когато 20 родителски двойки са внесени в САЩ от източна Монголия с цел научни експерименти. Почти всички песчанки, които са в продажба като домашни любимци в САЩ, са наследници на тези 40 индивида. Селективното им размножаване в плен за търговия с домашни любимци е довела до широко разнообразие на цветови вариации и шарки на козината.